# Zeekraalkokermot
De zeekraalkokermot (Coleophora salicorniae) is een vlinder uit de familie kokermotten (Coleophoridae). De wetenschappelijke naam is voor het eerst geldig gepubliceerd in 1877 door Heinemann & Wocke.
De soort komt voor in Europa.